# 일본의 버스 교통
일본의 버스는 일본에서 운행되는 버스에 대해 말한다.

## 역사
1903년 9월 20일 교토에서 운행이 시작되었다. 일본에서는 9월 20일 버스의 날로하고있다.

## 현황
제도로는 승합 버스는 거리에 관계없이 국토교통성 승인하고있다. 그러나 실제로 장거리 및 도시 간을 연결하는 고속 버스와 근교를 연결하는 버스(협의의 노선 버스)와 큰 차이가있다.

### 고속 버스(일부 장거리 버스를 포함)
대체로 여러 도시를 연결하는 목적으로 운전되고 있으며, 경로는 고속도로를 포함하는 경우가 많다. 일본에서는 먼저 노선 버스의 운행 망이 발달 해 있으며, 고속 버스는 발착 점 각 버스 회사가 공동 운행을 실시하는 형식이 많다. 또한 국토의 넓은 일본에서는 심야에 운행되는 경우가 많고, 야간에 출발 다음날 아침에 도착하는 노선이 많다.

### 노선 버스
각 지역을 운행 지역으로 영업하고있다. 지자체가 운영하거나 사유 철도 계열의 버스 회사도 많이 존재한다. 요금은 같은 구간이면 회사가 달라도 다르지 않은 경우가 많지만, 운임 체계는 버스 회사에 따라 다르므로 같은 도시에서도 통일 된 것은 아니다.
일본에서 가장 긴 거리를 주행하는 노선 버스는 나라현 가시하라시와 와카야마현 신구시를 연결하는 야기 신구 선으로, 운행 거리는 166.9km이다.

## 주요 운행 회사
- JR 버스 그룹
  - JR 홋카이도 버스
  - JR 버스 도호쿠
  - JR 버스 간토
  - JR 도카이 버스
  - 서일본 JR 버스
  - 주고쿠 JR 버스
  - JR 시코쿠 버스
  - JR 큐슈 버스
- 홋카이도 중앙 버스
- 센다이 시 교통국
- 도쿄 도 교통국
- 가나가와 중앙 교통
- 나고야 시 교통국
- 교토 시 교통국
- 서일본 철도
  - 니시테쓰 버스
- 산덴 교통
- 한큐 버스
- 쓰시마 교통
- 이키 교통
- 쇼와 자동차

## 같이 보기
- 버스